# 武久堅
武久 堅（たけひさ つよし、1936年(昭和11年)7月27日 - ）は、国文学者、関西学院大学名誉教授。

## 経歴
出生から修学期
1936年、兵庫県武庫郡（現・芦屋市）で生まれた。1944年に強制疎開で奈良県へ転居。奈良県立五條高等学校を卒業し、関西学院大学文学部日本文学科に進学した。1960年に卒業。同大学大学院文学研究科に進み、1965年に博士課程を満期退学。
国文学研究者として
1962年、関西学院大学助手に採用された。1967年、広島女学院大学専任講師に就いた。1972年に助教授、1981年に教授昇格。1986年、関西学院大学文学部日本文学科教授に転じた。1990年、学位論文『平家物語成立過程考』を関西学院大学に提出して文学博士号を取得。2005年に関西学院大学を定年退任し、名誉教授となった。

## 著作
著書
- 『平家物語成立過程考』桜楓社 1986
- 『平家物語の全体像』和泉書院 和泉選書 1996
- 『平家物語発生考』おうふう 1999
- 『平家物語は何を語るか 平家物語の全体像 part 2』和泉書院(和泉選書) 2010
- 『平家物語・木曾義仲の光芒』世界思想社 2012

編纂・監修
- 『平家物語』(日本文学研究大成 1) 編、国書刊行会 1990
- 『クリアカラー国語便覧』青木五郎・坪内稔典・浜本純逸共監修、数研出版 2001

## 参考
- 辻本恭子, 中村理絵, 平泉佐由子, 宮川裕隆, 山口安世, 山中美佳, 武久堅『保元物語六本対観表』和泉書院〈研究叢書 ; 318〉、2004年。ISBN 4-7576-0275-8。国立国会図書館書誌ID:000007546877。
- 「武久堅教授・略歴と業績」『日本文藝研究』第56巻第4号、関西学院大学日本文学会、2005年3月、193-218頁、CRID 1520853834212985472、hdl:10236/10210、ISSN 02869136。